# Ein Bokek
Ein Bokek (Hebreeuws: עֵין בּוֹקֵק, Arabisch: عين بوقيق) is een dorp aan de zuidwestkust van de Dode Zee dat voornamelijk uit hotels bestaat.
Ein Bokek staat bekend om zijn kuuroorden. Jaarlijks komen er veel patiënten met huidproblemen zoals psoriasis, vitiligo, neurodermitis. De klimatologische situatie aan de Dode Zee en de rustgevende omgeving zijn enkele van de factoren die deze plaats geschikt maken om te kuren voor huidziekten. Dit alles gebeurt in een beschermde omgeving, wat de patiënten in staat stelt zich, zonder kleren, aan de ultraviolette straling bloot te stellen. Ook bestaat de mogelijkheid daar te baden in de Dode Zee.

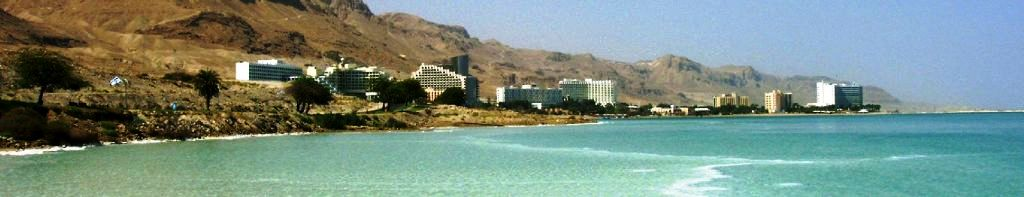
Panorama